# Marek Wikiński
Marek Michał Wikiński (ur. 23 maja 1966 w Sochaczewie) – polski prawnik i polityk, radca prawny, były działacz partyjny, nauczyciel akademicki, doktor nauk ekonomicznych, poseł na Sejm III, IV, V i VI kadencji, w latach 2003–2004 sekretarz stanu w KPRM.

## Życiorys
Absolwent Zespołu Szkół Centrum Kształcenia Praktycznego w Sochaczewie. Ukończył studia na Wydziale Ekonomicznym Wyższej Szkoły Inżynierskiej w Radomiu oraz na Wydziale Prawa Uniwersytetu w Białymstoku. W 1996 został nauczycielem akademickim na Politechnice Radomskiej. Od 1992 był wiceprzewodniczącym, a od 1994 do 1999 przewodniczącym Zrzeszenia Studentów Polskich.
W wyborach w 1991 bez powodzenia ubiegał się o mandat poselski z ramienia RDS w województwie radomskim. Ubiegał się także bez powodzenia o mandat poselski dwa lata później. Był radnym Radomia w latach 1998–2002. Przed około trzy lata należał do Socjaldemokracji Rzeczypospolitej Polskiej, a w 1999 wstąpił do Sojuszu Lewicy Demokratycznej. Od września 2004 sprawował funkcję wiceprzewodniczącego zarządu wojewódzkiego SLD w Warszawie. W 1997, 2001 i 2005 uzyskiwał mandat posła na Sejm. Był sekretarzem stanu w KPRM w rządzie Leszka Millera i w pierwszym rządzie Marka Belki (2003–2004). Od maja do lipca 2004 wykonywał mandat europosła V kadencji w ramach delegacji krajowej.
W wyborach parlamentarnych w 2007 po raz czwarty został posłem, kandydując z listy koalicji Lewica i Demokraci w okręgu radomskim i otrzymując 12 297 głosów. W kwietniu 2008 zasiadł w Klubie Poselskim Lewica, który we wrześniu 2010 przekształcono w KP SLD. W 2009 bez powodzenia kandydował do Parlamentu Europejskiego.
W wyborach samorządowych w 2010 bez powodzenia z ramienia SLD ubiegał się o urząd prezydenta Radomia. W wyborach parlamentarnych w 2011 bezskutecznie ubiegał się o mandat posła, kandydując jako lider radomskiej listy SLD i otrzymując 8312 głosów. Po wyborach zrezygnował z partyjnych funkcji. We wrześniu 2015 odszedł z SLD i znalazł się na liście Platformy Obywatelskiej do Sejmu w wyborach parlamentarnych (nie uzyskał mandatu poselskiego).
Po odejściu z parlamentu podjął praktykę w zawodzie radcy prawnego. Powrócił też do działalności dydaktycznej jako nauczyciel akademicki w Zakładzie Prawa Prywatnego i Gospodarczego na Wydziale Nauk Ekonomicznych i Prawnych Uniwersytetu Technologiczno-Humanistycznego w Radomiu. W 2017 uzyskał na tej uczelni stopień doktora nauk ekonomicznych. Został także przewodniczącym rady nadzorczej Miejskiego Ośrodka Sportu i Rekreacji w Radomiu.